# 開心主流派1991
《開心主流派1991》（英語：The Mad Mad Comedians 1991）是1991年初由亞洲電視製作，曾志偉與林敏驄合作主持的13集搞笑節目，此節目承接上一輯《開心主流派》，一樣以笑劇形式提供歡笑給當時的香港人，監製為梁偉雄。

## 主要演員
- 曾志偉
- 林敏驄
- 姜皓文
- 苑瓊丹
- 安德尊（兼任旁白）
- 尹麗玉
- 吳嘉文
- 趙靜儀
- 李其鈞
- 米奇
- 歐錦棠
- 鄭玉賢
- 周弘
- 何偉龍
- 龍炳基
- 黃素歡
- 萬斯敏
- 萬綺雯
- 崔文傑
- 吳萬麗
- 黃振輝
- 凌腓力
- 黃麗梅
- 陳迪華

## 嘉賓
- 譚文潔（第一集，《向每顆星試鏡》環節）
- 楊玉梅（第二集，《向每顆星試鏡》環節）
- 周弘（第三集，《向每顆星試鏡》環節）
- 孫明翠（第四集，《向每顆星試鏡》環節）
- 陳佩珊（第五集，《向每顆星試鏡》環節）

## 歌曲

### 主題曲
- 《是你，是你》
  - 主唱：曾志偉、林敏驄，曲詞：林敏驄

### 插曲（部分，出自第十集、第十一集、第十二集《大哥金榜》環節）
- 《情不禁》（改編自張學友《情不禁》、安全地帶《Lonely Far》）
  - 主唱：姜皓文
- 《杯麵》（改編自張國榮《側面》）
  - 主唱：曾志偉、林敏驄
- 《焚心以火》（改編自葉蒨文《焚心以火》）
  - 主唱：尹麗玉
- 《相逢何必曾相識》（改編自蔣志光、韋綺姍《相逢何必曾相識》）
  - 主唱：姜皓文、陳迪華
- 《特別的愛給特別的你》（改編自伍思凱《特別的愛給特別的你》）
  - 主唱：姜皓文
- 《讓我一次愛過夠》（改編自庾澄慶《讓我一次愛過夠》、張學友《只願一生愛一人》）
  - 主唱：尹麗玉
- 《我曾用心愛著你》（改編自潘美辰《我曾用心愛著你》）
  - 主唱：尹麗玉
- 《每天愛你多一些》（改編自張學友《每天愛你多一些》、南方之星《真夏の果実》）
  - 主唱：姜皓文
- 《還有》（改編自林憶蓮、王傑《還有》）
  - 主唱：姜皓文
- 《失戀》（改編自草蜢《失戀》、BIRD ThongChai McIntyre《KOO GUD》）
  - 主唱：曾志偉、林敏驄
- 《一生不變》（改編自李克勤《一生不變》）
  - 主唱：安德尊
- 《夜溫柔》（改編自何嘉麗《夜溫柔》）
  - 主唱：趙靜儀
- 《可能》（改編自王傑《可能》）
  - 主唱：歐錦棠
- 《誰明浪子心》（改編自王傑《誰明浪子心》）
  - 主唱：曾志偉
- 《再會了》（改編自劉德華《再會了》）
  - 主唱：安德尊
- 《情深緣淺》（改編自黃凱芹《情深緣淺》）
  - 主唱：姜皓文
- 《夜迷宮》（改編自關淑怡《夜迷宮》）
  - 主唱：陳迪華
- 《如果這是情》（改編自黎明《如果這是情》）
  - 主唱：姜皓文
- 《十個救火的少年》（改編自達明一派《十個救火的少年》） 
  - 主唱：《開心主流派1991》全體演員